# Jarovit
Jarovit és un cràter sobre la superfície del planeta nan Ceres, situat amb el sistema de coordenades planetocèntriques a 71.91 ° de latitud nord i 294.2 ° de longitud est. Fa un diàmetre de 66 km. El nom va ser fet oficial per la UAI el 21 de setembre del 2015 i fa referència a Jarovit, deïtat de la fertilitat i les collites de la mitologia eslava.